# Šajkaš

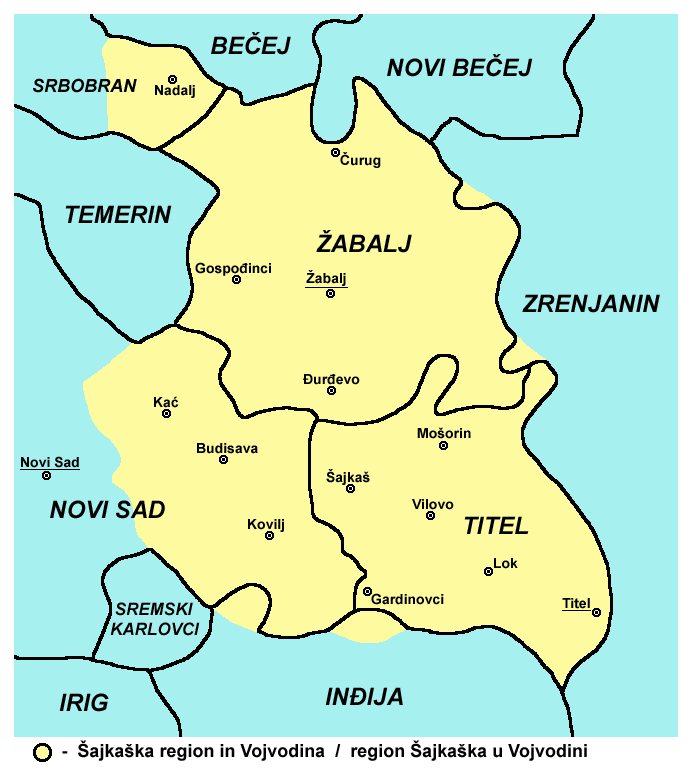
Mapa do município de Titel e da região de Šajkaška, mostrando a localização de Šajkaš

Šajkaš ( em sérvio:  Шајкаш   ) é uma vila que se localiza no município de Titel , distrito sul de Bačka, Vojvodina, Sérvia. De acordo com o censo de 2011, tinha uma população de 4.374 habitantes.

## Nome
Em sérvio, a aldeia é conhecida como Šajkaš (Шајкаш), em croata como Šajkaš, em húngaro como Sajkásszentiván e em alemão como Schatzdorf ou Schajkasch-Sentiwan .

## História
O distrito de Šajkaška foi palco de um notório massacre durante a ocupação de Bačka pelo exército húngaro em janeiro de 1942. Isso custou quase 900 vidas. A minoria alemã deixou a aldeia em 1944.

## Demografia
De acordo com o censo de 2011, a vila de Šajkaš tinha uma população de 4.374 habitantes.